# نالدو (بازیکن فوتبال، زاده ۱۹۸۲)
رونالدو آپارسیدو رودریگس (پرتغالی: Ronaldo Aparecido Rodrigues؛ زادهٔ ۱۰ سپتامبر ۱۹۸۲) که عموماً با نام نالدو شناخته می‌شود، بازیکن فوتبال پیشین اهل برزیل است.
از باشگاه‌هایی که در آن بازی کرده‌است می‌توان به ژوونتود، وردر برمن، وولفسبورگ، شالکه ۰۴ و موناکو اشاره کرد.

## افتخارات

### باشگاهی
وردر برمن
- لیگا پوکال: ۲۰۰۶
- جام حذفی فوتبال آلمان: ۰۹–۲۰۰۸؛ نایب قهرمان: ۱۰–۲۰۰۹
- سوپر جام فوتبال آلمان: ۲۰۰۹ (غیررسمی)
- لیگ اروپا نایب قهرمان: ۰۹–۲۰۰۸

وولفسبورگ
- جام حذفی فوتبال آلمان: ۱۵–۲۰۱۴
- سوپر جام فوتبال آلمان: ۲۰۱۵

### ملی
برزیل
- کوپا آمریکا: ۲۰۰۷

### فردی
- کیکر تیم فصل بوندس‌لیگا: ۰۷–۲۰۰۶، ۰۸–۲۰۰۷، ۱۰–۲۰۰۹[۲][۳][۴]